# Ольховка (Хиславичский район)
Ольхо́вка — исчезнувшая ныне деревня в Хиславичском районе Смоленской области России.
Располагалась сразу севернее деревни Черепово почти смыкаясь с ней. На правом берегу речки Выдра. В 10 км к северо-востоку от посёлка Хиславичи.

## История
Деревня уже есть на Плане Ганерального Межевания Смоленской Губернии от 1780—1790 годов, но расположена она тогда была несколько севернее, примерно в 2 километрах, и не смыкалась с Черепово. Но по карте с данными на 1871 год, она располагается уже почти впритык к Черепово на правом берегу ручья Выдра. Входила деревня в имение графа Салтыкова.
До 1929 года деревня входила в состав Ново-Руднянской волости Рославльского уезда Смоленской губернии. С 1929 года — в составе Хиславичского района Смоленской области.
По карте РККА 1924,1926 годов Ольховка также, как и в 1871, расположена на северной окраине Черепова и в ней числится 27 дворов.
На послевоенных топографических картах деревня уже отдельно не обозначается, а как часть Черепова.